# Выборы в Законодательное собрание Омской области (2016)
Выборы депутатов Законодательного собрания Омской области шестого созыва состоялись в Омской области 18 сентября 2016 года в единый день голосования, одновременно с выборами в Государственную думу РФ. Выборы прошли по смешанной избирательной системе: из 44 депутатов 22 были избраны по партийным спискам (пропорциональная система), другие 22 — по одномандатным округам (мажоритарная система). Для попадания в заксобрание по пропорциональной системе партиям необходимо преодолеть 5%-й барьер. Срок полномочий депутатов — пять лет.
На 1 июля 2016 года в области было зарегистрировано 1 557 833 избирателя. Явка составила 38,25 %.

## Ключевые даты
- 16 июня Законодательное собрание Омской области назначило выборы на 18 сентября 2016 года (единый день голосования).[2]
  - 17 июня постановление о назначении выборов было опубликовано в СМИ.[3]
- 17 июня Избирательная комиссия Омской области утвердила календарный план мероприятий по подготовке и проведению выборов.[3]
- с 24 июня по 24 июля — период выдвижения и представления документов для регистрации кандидатов и списков.[3]
  - агитационный период начинается со дня выдвижения и заканчивается и прекращается за одни сутки до дня голосования.[3]
- с 20 августа по 16 сентября — период агитации в СМИ.[3]
- 17 сентября — день тишины.[3]
- 18 сентября — день голосования.

## Участники
6 партий получили право быть зарегистрированными без сбора подписей избирателей:
- Единая Россия
- Коммунистическая партия Российской Федерации
- ЛДПР — Либерально-демократическая партия России
- Справедливая Россия
- Яблоко
- Партия Роста

### Выборы по партийным спискам
По единому округу партии выдвигали списки кандидатов. Для регистрации выдвигаемого списка партиям требовалось собрать от 7810 до 8591 подписи избирателей (0,5 % от числа избирателей).
| 1 | КПРФ                                            | Андрей Алёхин • Николай Иванов • Адам Погарский         | 21 | 72 | зарегистрирован                                                        |
| 2 | Яблоко                                          | Татьяна Нагибина • Сергей Костарев                      | 21 | 52 | зарегистрирован                                                        |
| 3 | Справедливая Россия                             | Сергей Миронов                                          | 19 | 56 | зарегистрирован                                                        |
| 4 | Единая Россия                                   | Виктор Назаров • Сергей Попов • Александр Артёмов       | 22 | 67 | зарегистрирован                                                        |
| 5 | Партия Роста                                    | Павел Кручинский • Юрий Соловей • Татьяна Еременко      | 14 | 31 | зарегистрирован                                                        |
| 6 | ЛДПР                                            | Владимир Жириновский • Антон Берендеев                  | 21 | 48 | зарегистрирован                                                        |
| — | Коммунисты России                               | Владимир Жуков • Светлана Андрушко                      | 11 | 24 | отказано в регистрации (выявлено более 10 % недействительных подписей) |
| — | Родина                                          | Алексей Якименко • Валерий Столбунов • Владимир Казанин | 22 | 49 | отказано в регистрации (выявлено более 10 % недействительных подписей) |
| — | Российская партия пенсионеров за справедливость | Евгений Мавлютов • Владимир Ильюшонок • Дмитрий Ирлицин | 13 | 31 | отказано в регистрации (выявлено более 10 % недействительных подписей) |
| *Региональная группа соответствует одному одномандатному округу и должна включать от 2 до 4 кандидатов. Региональных групп должно быть от 11 до 22. |                                                 |                                                         |    |    |                                                                        |
| **Без учёта выбывших кандидатов. Общее число кандидатов не должно превышать 91 человека.                                                            |                                                 |                                                         |    |    |                                                                        |

### Выборы по округам
По 22 одномандатным округам кандидаты выдвигались как партиями, так и путём самовыдвижения. Кандидатам требовалось собрать 3 % подписей от числа избирателей соответствующего одномандатного округа.
| Партия | Партия                                          | Кандидатов | Кандидатов       |
| Партия | Партия                                          | Выдвинуто  | Зарегистрировано |
| ------ | ----------------------------------------------- | ---------- | ---------------- |
|        | Единая Россия                                   | 22         | 22               |
|        | КПРФ                                            | 22         | 21               |
|        | Коммунисты России                               | 2          | 0                |
|        | ЛДПР                                            | 22         | 21               |
|        | Партия Роста                                    | 20         | 19               |
|        | Родина                                          | 7          | 0                |
|        | Российская партия пенсионеров за справедливость | 12         | 0                |
|        | Справедливая Россия                             | 20         | 20               |
|        | Яблоко                                          | 22         | 20               |
|        | Самовыдвижение                                  | 28         | 5                |
| Всего  | Всего                                           | 177        | 128              |

| №  | Округ                             | Состав | Избирателей |
| -- | --------------------------------- | --- | ----------- |
| 1  | Кировский                         | частично город Омск | 75 586      |
| 2  | Кировский                         | частично город Омск | 71 602      |
| 3  | Советский-Кировский               | частично город Омск | 75 165      |
| 4  | Советский                         | частично город Омск | 64 814      |
| 5  | Советский                         | частично город Омск | 66 482      |
| 6  | Центральный-Советский             | частично город Омск | 64 081      |
| 7  | Центральный                       | частично город Омск | 70 459      |
| 8  | Центральный                       | частично город Омск | 64 144      |
| 9  | Центральный-Октябрьский-Ленинский | частично город Омск | 69 455      |
| 10 | Центральный-Октябрьский           | частично город Омск | 69 940      |
| 11 | Октябрьский-Ленинский             | частично город Омск | 66 344      |
| 12 | Ленинский                         | частично город Омск | 75 168      |
| 13 | Ленинский-Кировский               | частично город Омск | 74 689      |
| 14 | Тюкалинский                       | Большеуковский район, Крутинский район, Называевский район, Тюкалинский район, Усть-Ишимский район                              | 70 303      |
| 15 | Тарский                           | частично Тарский район | 77 594      |
| 16 | Муромцевский                      | Горьковский район, Муромцевский район, Нижнеомский район, Седельниковский район, частично Тарский район                         | 62 936      |
| 17 | Любинский                         | Колосовский район, Любинский район, Марьяновский район, Саргатский район                                                        | 77 035      |
| 18 | Омский                            | Омский район | 78 493      |
| 19 | Кормиловский                      | Калачинский район, Кормиловский район, Оконешниковский район                                                                    | 67 256      |
| 20 | Черлакский                        | Нововаршавский район, Таврический район, Черлакский район, частично Русско-Полянский район                                      | 73 060      |
| 21 | Павлоградский                     | Азовский немецкий национальный район, Одесский район, Павлоградский район, Шербакульский район, частично Русско-Полянский район | 76 482      |
| 22 | Полтавский                        | Исилькульский район, Москаленский район, Полтавский район                                                                       | 72 769      |

## Результаты
| Место                      | Место                      | Партия                     | по областным спискам | по областным спискам | по областным спискам | по одно- мандатным округам | всего         | всего   |
| Место                      | Место                      | Партия                     | Голоса               | %                    | Получено мест        | Получено мест              | Получено мест | %       |
| -------------------------- | -------------------------- | -------------------------- | -------------------- | -------------------- | -------------------- | -------------------------- | ------------- | ------- |
|                            | 1.                         | «Единая Россия»            | 217 815              | 36,30 %              | 9                    | 20                         | 29            | 65,91 % |
|                            | 2.                         | КПРФ                       | 176 883              | 29,48 %              | 7                    | 0                          | 7             | 15,91 % |
|                            | 3.                         | ЛДПР                       | 97 853               | 16,31 %              | 4                    | 0                          | 4             | 9,09 %  |
|                            | 4.                         | «Справедливая Россия»      | 51 328               | 8,55 %               | 2                    | 0                          | 2             | 4,55 %  |
|                            |                            |                            |                      |                      |                      |                            |               |         |
|                            | 5.                         | Партия Роста               | 17 900               | 2,98 %               | 0                    | 0                          | 0             | 0 %     |
|                            | 6.                         | «Яблоко»                   | 16 392               | 2,73 %               | 0                    | 0                          | 0             | 0 %     |
|                            |                            | Самовыдвижение             | —                    | —                    | —                    | 2                          | 2             | 4,55 %  |
| Недействительные бюллетени | Недействительные бюллетени | Недействительные бюллетени | 21 936               | 3,66 %               |                      |                            |               |         |
| Всего                      | Всего                      | Всего                      | 600 107              | 100 %                | 22                   | 22                         | 44            | 100 %   |